# 機場徑 (渥太華)

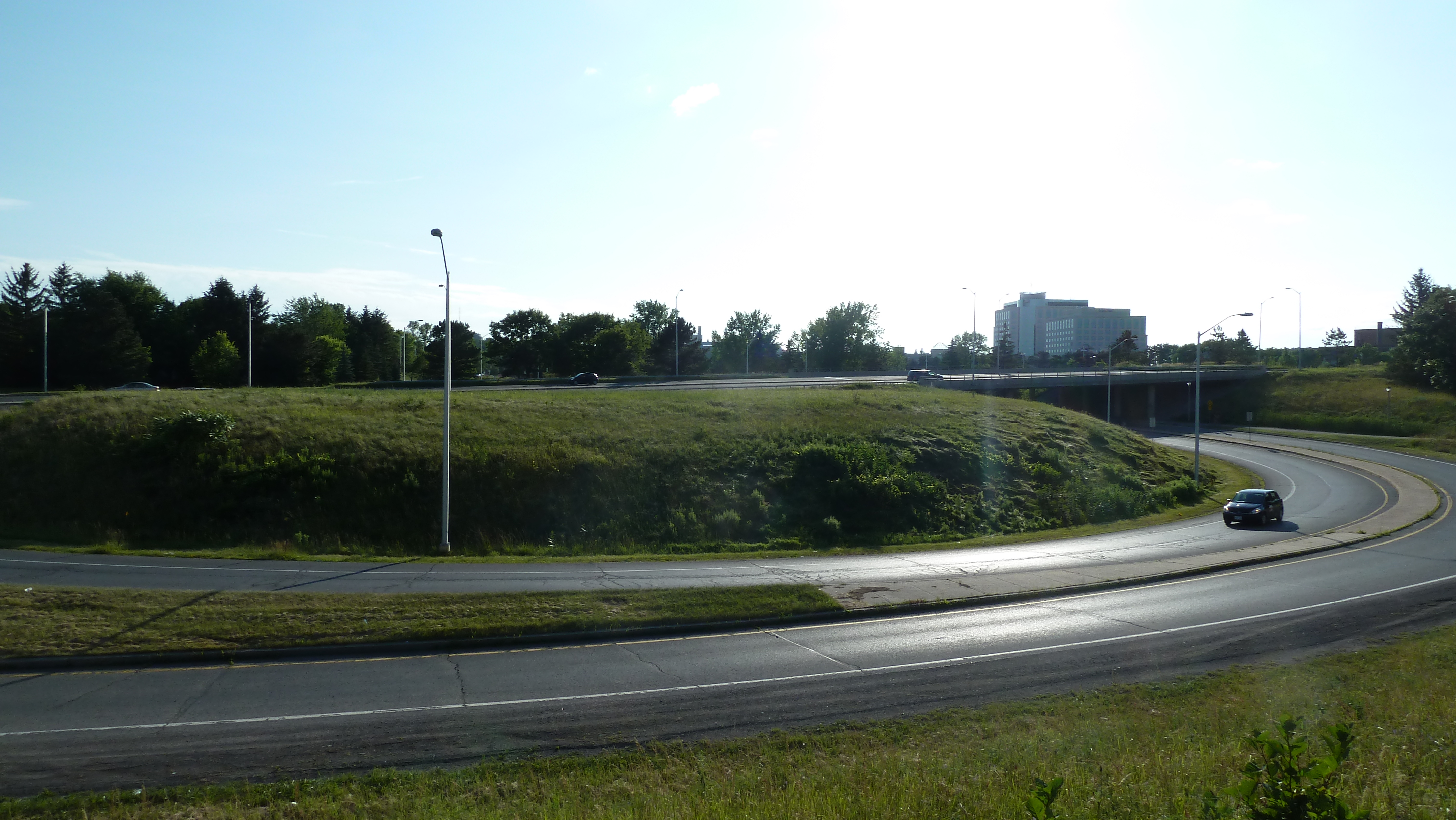
機場徑布祿菲道出口

機場徑（英語：Airport Parkway；渥太華79號市道）是加拿大安大略省渥太華的一條快速公路，南始渥太華麥當勞-卡蒂埃國際機場，向北延伸至希倫道，最後轉入布朗臣路。

## 道路概述
機場徑的大部分路長都是雙車道快速公路，在狩獵會道出口處設有安大略省僅有的兩個單點市區交匯處之一。道路全長的車速限制為80每小時（50英里每小時）。
機場徑南始機場旁，並立即與利斯達道（Lester Road）相交。道路向北轉向，穿過園林，延伸至狩獵會道，並與單點市區交匯處相交。之後，道路穿過行人天橋下方，與快速巴士線平行，然後與屈利道交匯。之後，道路兩側是住宅區，然後與布祿菲道相交，並在與希倫道相交後不久終止。此後，道路延續為布朗臣路，不再是快速公路。

## 歷史
1997年前，機場徑由加拿大聯邦政府下屬的國家首都委員會負責維護。

### 朱諾灘紀念大橋
朱諾灘紀念大橋（Juno Beach Memorial Bridge）是一座橫跨狩獵會道以北機場徑路段的行人天橋。連接機場徑以西地區與南基斯購物中心及輕鐵南基斯站的交通樞紐朱諾灘紀念大橋於2011年6月開始施工。多次因材料及設計缺陷而延誤後，該橋於2014年11月竣工，比原計劃遲了3年開通，並超出預算550萬加元。2019年11月，該橋獲正式命名。

## 未來
自2000年以來，該道路已發生300起碰撞事故，造成3人死亡，該議題成為未來改進的重點。有人提議將其配為四車道快速公路或高速公路，但這些討論因當地爭議陷入停滯。